# 華岡廣播電台
華岡廣播電台（Hwa-Kang Radio Station，HKRS），全名為「中國文化大學華岡實習廣播電台」，是台灣中國文化大學新聞學系學生之實習廣播電台。位於中華民國台北市士林區，於民國87年由中國文化大學新聞學系創立，電台的節目與新聞從採訪、編輯、過音與廣告經費來源，由文大新聞系學生獨立運作。
現在增加線上收聽方式，希望突破實習電台發射功率之限制，讓更多聽眾亦可透過網際網路收聽。

## 簡史
- 1998年5月提出電台申請，於同年十一月開播。
- 1999年2月22日領到發射執照。
- 1999年3月1日「華岡實習廣播電台」正式成為領有執照的調頻FM校園實習廣播電台(當時第二座)，並以FM88.5開始播音，作為校園實習溝通與社區服務電台。

## 組織架構
華岡廣播電台由中國文化大學新聞學系教師擔任指導老師帶領指導台內事宜。為維繫學長姐制度優良傳承，台長由四年級學長姐(時任副台長)擔任，副台長與各部門幹部為新聞系廣播組三年級學生組成，由上屆幹部統一面試人選。依業務區分新聞部、節目部、公關部、多媒體部、工程部。並於民國103年，增設秘書長一職，負責協助台內事宜。而民國107年，取消副台長職務，直接由三年級學生擔任台長。

## 職責介紹
華岡廣播電台各部門除負責部門業務外，部門內成員需共同負責一廣播節目。
- 新聞部：新聞部節目為「新聞七點通」。由新聞部成員共同主持，節目主題結合時事深入探討，並邀請學者專家於節目中討論。新聞部成員負責編播每周一至周五的午間與晚間新聞及擔任新聞路線小組長，確認新聞主題與方向。
- 節目部：節目部節目為「校園嘉年華」。由節目部成員邀請校園名人奇事或社團優秀成員至節目分享奮鬥的心路歷程與優異表現，以勉勵學生互相正向學習為目的。節目部部長負責節目的編播配置。部員負責錄製小單元節目，作為增加提供節目多元性使用。以及預聽大家的節目，控管節目的品質。
- 公關部：公關部節目為「藝文發射站」。由公關部成員尋找具藝文氣息或具文創相關豐富經驗之來賓至節目交流。公關部負責電台經費之贊助事宜。
- 多媒體部：多媒體部節目為「媒事知多少」。節目主題多元，由主持人尋找正在使用媒介的使用者，分享自身故事與經驗談。多媒體部負責電台宣傳、電台活動美宣事宜並維護更新電台網站。
- 工程部：工程部節部為「晚安華岡」。節目主題多元，由主持人自由發想生活趣事，流行音樂、戲劇等相關資訊，或邀請聽眾一同於空中分享。工程部部長器材、工程製播教學與器材測驗。部員負責監聽節目播出工程品質、與保管器材。
- 自21屆作出了新嘗試，多媒體與公關部合併現場節目，上學期共同主持「每事知多少」。每集都會邀請藝文界或各行各業的來賓分享鮮為人知的小秘密。

## 歷任華岡廣播電台幹部
第26屆華岡廣播電台幹部
- 台長：陳盈凱
- 秘書長：沈芳宇
- 新聞部長：黃安眴
- 節目部長：吳芷妡
- 公關部長：李昀芯
- 多媒體部長：黃若維
- 工程部長：陳逸芳

## 活動
- 主播大賽：華岡廣播電台於上學期主辦主播大賽，邀請全國大學、技術學院、專科學校對廣播有興趣的學生，或是欲體驗學習主播的各地優秀人才匯集交流，一同參與增加比賽資歷，並由線上主播擔任評審提供學生專業意見點評。[2]
- 校慶轉播：每年3月文化大學舉辦校慶運動會，華岡廣播電台配合運動會進行活動實況轉播，並分時段由主持人輪流主持。
- 電台傳情：華岡廣播電台於下學期舉辦各式各樣傳情活動，由電台成員輪流擺攤販賣商品，傳遞至目的地，以增加校園師生情誼與校外情感聯繫為目的。
- 聖誕交換禮物 ：每年接近聖誕節慶時日，所有華岡廣播電台成員與電台指導老師，會一同參與交換禮物派對，以促進台內成員與師生情感交流為目的。[3]

## 收聽頻率範圍
- FM 88.5（即台北市士林區、台北市北投區部分、新北市蘆洲區（環堤大道、長安街））

## 外部連結
- 華岡廣播電台/新架設網站 （页面存档备份，存于）
- 舊華岡廣播電台網站
- 華岡廣播電台FM88.5的Facebook專頁